# 车拉乡
车拉乡，是中华人民共和国甘肃省陇南市宕昌县下辖的一个乡镇级行政单位。

## 行政区划
车拉乡下辖以下地区：
路家山村、车拉村、阳坡村、好地坪村、吊堡子村、儿家湾村、代家庄村、茹树村、七固村、扎峪河村、隆家山村、大寺麻村、小寺麻村、坡里村和关界村。